# فتى أريفالو

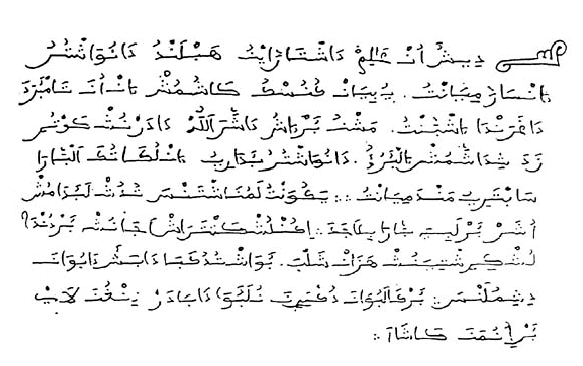
مقطع من عمل الشاب الأريفالي. وهو مكتوب باللغة الإسبانية ولكن بالأبجدية والخط العربي (وهو أسلوب كان معروف لدى سكان الأندلس، يُسمى العجمية).

فتى أريفالو كان مؤلفًا مسلمًا موريسكيًا (أي أندلسيًّا بعد سقوط الأندلس) من أريفالو، التي كانت وقتئذٍ تابعة لقشتالة، وكان المؤلف الإسلامي الأكثر إنتاجية في إسبانيا خلال الفترة التي أعقبت التحول القسري للمسلمين هناك، ومحاكم التفتيش. سافر على نطاق واسع عبر إسبانيا لزيارة المجتمعات الإسلامية المتخفية وكتب العديد من الأعمال عن الإسلام والتي تتضمن روايات من رحلاته. هويته الحقيقية وتاريخ ميلاده ووفاته غير معروفة، لذلك لُقب بفتى أريفالو لكن معظم رحلاته كانت في النصف الأول من القرن السادس عشر.

## سيرته
وُلِد فتى أريفالو لأم أٌجبرَت على اعتناق المسيحية. تاريخ ميلاده غير معروف، لكن من المقدر أن شبابه كان في الفترة التي أعقبت نهاية سقوط الأندلس، والتي تميزت بسقوط غرناطة عام 1492 والتحول القسري للمسلمين في قشتالة. وهذه الفترة مميزة في التاريخ الإسباني، فهي فترة كان جُل السكان المحليين مسلمين. عندما كان صغيرًا، سافر إلى جميع أنحاء إسبانيا تقريبًا باستثناء مقاطعات الساحل، والتي كانت محظورة عليه بسبب وضعه ووصمه الموريسكي.  الأماكن التي زارها تشمل القنطرة، وألمغرة، وأسترقة، وآبلة، وغندة، وغرناطة، وجيان، وأقنية، وركانة، ورندة، وشقوبية، وسرقسطة. وقد تعاون مع براي دي ريمينجو، فقيه قرية قدريت في أراغون،  في كتابة دليل ديني إسلامي يسمى «المختصر في شريعتنا المقدسة وسنتنا»، في ثلاثينيات القرن السادس عشر. في هذه المرحلة كان من المفترض أنه كاتب حسن السمعة. وصفه براي دي ريمينجو: «إنه مثقف قشتالي من أريفالو»، ووصف أنه بالإضافة إلى تحدثه بالإسبانية وإتقانه للغة الإسبانية، فإنه يقرأ أيضًا العربية والعبرية واليونانية واللاتينية. تظهر أعماله إلمامه الخاص بالقرآن الكريم، وأيضًا بكتابات توماس أكمبيس، وخاصة تقليد المسيح، بالإضافة إلى رواية العصور الوسطى لا سيليستينا.  من المرجح أن معرفته بالأعمال المسيحية كانت نتيجة لإجباره على حضور الخطب التبشيرية. 
وتضمنت روايات رحلاته المشاركة في صلاة جماعية سرية في سرقسطة خوفًا من محاكم التفتيش، والاجتماع مع وجهاء وخطباء مسلمين، بما في ذلك بعض النساء، وجمع الصدقات للذهاب للحج إلى مكة. من غير الواضح ما إذا كان قد نجح في نهاية المطاف في زيارة مكة، نظرًا لأن السفر خارج البلاد كان غير قانوني بالنسبة للموريسكيين، لذلك هذا غير مُحتمل. وقد أظهر في جميع كتاباته قناعة عميقة بأن الإسلام هو الإيمان الصحيح وأنه سوف ينتصر مرة أخرى في إسبانيا خلال حياته، ومعظم كتاباته في هذا الجانب كانت تدل على علاقته القوية بالإسلام وحبه له.

## أعماله

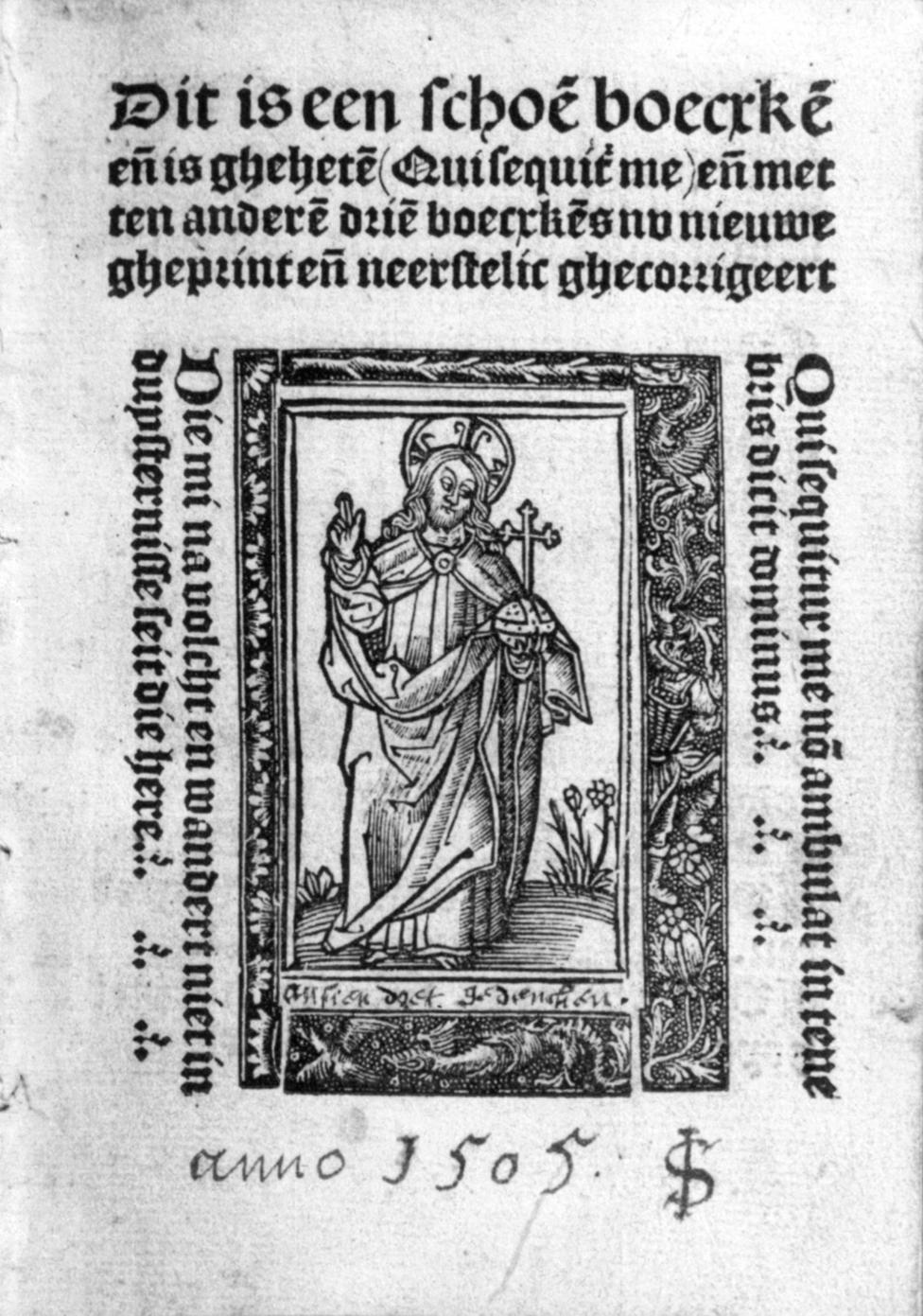
يُعتقد بأن كتاب تقليد المسيح قد اقتبس من فقرات من كتاب التفسير لفتى أريفالو.

كتب ثلاثة أعمال على الأقل، وهي المختصر في شريعتنا المقدسة وسنتنا (حوالي 1533)، والتفسير (حوالي 1533)، وملخص الحساب والتمارين الروحية (حوالي قبل عام 1550 بفترة وجيزة)، وكلها مكتوبة باللغة الإسبانية ذات الخط العربية (العجمية الأندلسية)، وتدور في المقام الأول حول مواضيع دينية. بالإضافة إلى المحتوى الديني، تضمنت الأعمال روايات عن رحلاته، ولقاءاته مع مسلمين سريين آخرين، وأوصافًا لممارساتهم الدينية الخفية ومناقشاتهم. توفر هذه الروايات والذكريات للمؤرخين معلومات عن مجتمع المسلمين المتخفين في إسبانيا في القرن الخامس عشر وممارساتهم. 
المختصر في الفقه هو كتاب في الفقه الإسلامي يتناول موضوعات العبادات والاقتصاد الإسلامي. وقد أُلِّف بالتعاون مع براي دي ريمينجو، مما يمثل تعاونًا نادرًا بين التقاليد القشتالية الإسلامية (التي يمثلها فتى أريفالو) والتقاليد الإسلامية الأراغونية (التي يمثلها براي).  إن كتاب التفسير هو تفسير أو تعليق على القرآن الكريم.  وكتاب الملخص هو كتاب ديني في مواضيع العبادة والتقوى. 
ذكر الباحث الإسباني باسكوال كيانجوس في عام 1839 أنه رأى عملاً إضافيًا أطلق عليه اسم رحلة الشاب إلى مدريد، يُعتقد أنه أحد أعمال فتى أريفالو، لكن هذا العمل ضاع الآن
في عام 1980، اكتشف المؤلف الإسباني جريجوريو فونسيكا أنتونيا أوجه تشابه وثيقة بين المقاطع في كتاب الملخص والمقاطع من عمل توما الكمبيسي في القرن الخامس عشر المعروف بتقليد المسيح، وهو كتاب مسيحي تعبدي. غالبًا ما تم تعديل المقاطع لاستبدال السياقات والميزات المسيحية المحددة بسياقات وميزات إسلامية مع الحفاظ على المعنى الروحي والأخلاقي سليمًا. تحدث هذه التشابهات بشكل متكرر في جميع أنحاء الكتاب، بما في ذلك في المقاطع الطويلة. وفقًا للمؤرخ إل. بي. هارفي، فإن تأثير توما الكمبيسي ثابت بلا شك، ولا يمكن أن يكون بسبب الصدفة. على الرغم من ذلك، فلا توجد صلة مؤكدة، ففي حين أن الكتاب كان ينسب ويضع المراحع إلى علماء مسلمين مثل الغزالي وابن عربي، فهو لم يضع مرجعًا لكمبيسي. قد يكون تكييف الأدب الديني المسيحي في أعماله الإسلامية نتيجة لاضطراره لحضور الخطب التبشيرية، وعدم قدرته على الوصول إلى الأدب الإسلامي الفعلي. وعلى النقيض من كتاب الملخص، تظهر أعمال الشاب الأخرى أصالة كبيرة.

## الهوية المحتملة
اقترح المؤرخ ليونارد هارفي أن فتى أريفالو ربما كان أغوستين دي ريبيرا، وهو موريسكي من أريفالو ادعى أنه نبي وكان يحمل لقب إل موزو (الشاب)، على الرغم من أنه اعترف بأن النظرية كانت بها الكثير من الشوائب والصعوبات التي لم يحلها. فمثلًا قبضَت محاكم التفتيش الإسبانية على أغوستين في عام 1540، حيث عُذَب وقُتِل وقد نجت سجلات استجوابه. لذلك لا يوجد حتى الآن أي يقين عنه.

## إرثه
أصبحت أعمال فتى أريفالو معروفة في جميع أنحاء المجتمع الموريسكي، وحقق شهرة بوصفه باحثًا. وقد نُسخت أعماله حتى نهاية القرن السادس عشر، واستشهد بها المؤلفون الموريسكيون حتى بداية القرن السابع عشر، إذ تم طرد الموريسكيين من إسبانيا مباشرة وعُنوة.
كان هو المؤلف الإسلامي الأكثر إنتاجية في إسبانيا خلال الفترة التي أعقبت التحول القسري للمسلمين هناك: واليوم، غالبًا ما يسلط المؤرخون الضوء عليه في دراسات الأدب الموريسكي في هذه الفترة. 

### الحواشي
1. 1 2 3 4  Thomas & Chesworth 2014، صفحة 159.
2. 1 2  Harvey 2005، صفحة 170.
3. 1 2 3 4 5 6 7 8 9  Harvey 2005، صفحة 172.
4. 1 2 3  Harvey 2005، صفحة 171.
5. ↑  Harvey 2005، صفحة 180.
6. 1 2  Wiegers 1994، صفحة 162.
7. ↑  Narváez Córdova 2006، صفحة 491.
8. ↑  Narváez Córdova 2006، صفحة 487.
9. 1 2 3 4  Harvey 2005، صفحة 176.
10. ↑  Harvey 2005، صفحة 181.
11. 1 2 3  Harvey 2005، صفحة 173.
12. ↑  Harvey 2005، صفحة 182.
13. ↑  Thomas & Chesworth 2014، صفحة 162.
14. ↑  Thomas & Chesworth 2014، صفحة 165.
15. 1 2  Thomas & Chesworth 2014، صفحة 167.
16. ↑  Brian A. Catlos (20 مارس 2014). Muslims of Medieval Latin Christendom, c.1050–1614. Cambridge University Press. ص. 281. ISBN:978-1-139-91575-5. مؤرشف من الأصل في 2023-06-02.
17. ↑  Harvey 2005، صفحة 179.
18. ↑  Wiegers 1994، صفحة 161.
19. ↑  Harvey 2005، صفحة 121.
20. 1 2 3 4 5  Harvey 2005، صفحة 174.
21. ↑  Wiegers 1994، صفحة 173.
22. ↑  Harvey 2005، صفحة 193.
23. ↑  Narváez Córdova 2006، صفحة 490.
24. ↑  Thomas & Chesworth 2014، صفحة 168.
25. ↑  Harvey 2005، صفحات 111–112.
26. 1 2  Thomas & Chesworth 2014، صفحة 160.

### فهرس
- Harvey، L. P. (1999). "El Mancebo de Arévalo and his treatises on Islamic faith and practice". Journal of Islamic Studies. ج. 10 ع. 3: 249–276. DOI:10.1093/jis/10.3.249. ISSN:0955-2340.
- Harvey، L. P. (2005). Muslims in Spain, 1500 to 1614. University of Chicago Press. ISBN:978-0-226-31963-6.
- Narváez Córdova، María Teresa (2006). "Writing Without Borders: Textual Hybridity in the Works of the Mancebo de Arévalo". Medieval Encounters. ج. 12 ع. 3: 487–497. DOI:10.1163/157006706779166066. ISSN:1380-7854.
- Thomas، David؛ Chesworth، John A. (2014). Christian-Muslim Relations. A Bibliographical History.: Volume 6. Western Europe (1500–1600). BRILL. ص. 159–168. ISBN:978-90-04-28111-0. مؤرشف من الأصل في 2023-10-07.
- Wiegers، Gerard (1994). Islamic Literature in Spanish and Aljamiado: Yça of Segovia (fl. 1450), His Antecendents and Successors. BRILL. ISBN:90-04-09936-0. مؤرشف من الأصل في 2023-02-23.

## روابط خارجية
- مخطوطة التفسير التي نشرها المجلس الأعلى للبحوث العلمية في إسبانيا